# Mücheln
Mücheln (Geiseltal) är en stad i Saalekreis i förbundslandet Sachsen-Anhalt i Tyskland.
|  |
|  |